# برگ‌ماهی گویان
برگ‌ماهی گویان (نام علمی: Polycentrus schomburgkii) نام یک گونه از سرده برگ‌ماهی‌ها است.